# ポケモンとどこいく!?
『ポケモンとどこいく!?』は、テレビ東京系列で2022年4月3日から放送されているポケットモンスター関連の情報バラエティ番組。

## 概要
ピカチュウ型のロケバス「どこいこっカー」を使って世界中にポケットモンスターの魅力を届ける番組。前番組『ポケモンの家あつまる？』までは主にスタジオ収録がメインであったが、本番組ではスタジオ収録とロケが同程度となっている。
2025年4月6日より放送時間が1時間となった（ただし、遅れネット局は30分の短縮版）。1時間となるのは『ポケモンゲット☆TV』以来9年半ぶり。

## 出演者
- 松丸亮吾 - 番組MC
- あばれる君 - ロケバスの運転士
- 髙橋ひかる - ポケルーキー
- コッカー（声：中野周平（蛙亭）） - 番組ナビゲーター（2023年5月7日 - ）

### 過去
- コッカー（声：中川翔子） - 番組ナビゲーター（2022年4月3日 - 2023年5月7日）[2]
  - コッカ―のバージョンチェンジという名目で、中野と交代する形で降板。
  - 2023年5月7日・14日はゲストとして出演。

## スタッフ
- 原案 - 田尻智
- スーパーバイザー - 石原恒和
- 構成 - 松田敬三、近藤雄亮、吉野基比古、徳野有美
- TP - 犬飼和弥
- TD - 石田和良
- CAM - 川越貴太、山田大介
- VE - 宮前早智、畑中陶太
- MIX - 日置小月
- LD - 庄司鉄平、長治憲明
- 美術 - 小美野淳一
- デザイン - 三重野基
- 美術制作 - 仙田拓也、津坂宗紀
- 編集 - 荻原誠、立木規之、田澤大樹
- MA - 小木曽祥平
- 音効 - 瀬戸川良美
- CG - 森三平
- 「ポケもぐ！」協力 - 松下忠司
- リサーチ - STELLO
- 衣装協力 - A-mey、ABC-MART
- ロケ技術 - 株式会社 turn up、ティ・ピー・ブレーン、ポジティヴワン、エフ・セブン
- 技術協力 - テクノマックス、TOWE RLAB.
- 美術協力 - テレビ東京アート（2022年7月3日-）
- 機材協力 - 東京オフラインセンター
- アニメーション協力 - オー・エル・エム
- 事業管理 - 中西諒平（テレビ東京、2025年4月6日 -）
- 放送管理 - 松本彩歩（テレビ東京、2024年5月 -、以前は放送進行→2024年2月-4月までAP）
- 番組宣伝 - 塩塚優香（テレビ東京）
- 制作AP - 杉山剛（2025年5月 -）
- 制作スタッフ - 砂原崇志、齊藤崇太、本多美穂、友延優太
- ディレクター - 九重良輔、近藤僚祐、加藤佐英里、中山晃、青木香澄、服部竜士、平汐莉（服部・平→以前は制作スタッフ、平→一時離脱→復帰）
- 演出 - 多田隆人
- 制作プロデューサー - 関麻佑子（2024年11月24日 -）
- 制作協力 - IVSテレビ制作
- AP - 武内佑介（テレビ東京、2025年1月12日 -、以前は2024年5月 - 12月頃まで事業管理）、大塚七奈、大前伸之、郷浩樹
- プロデューサー - 關口彩香（テレビ東京）、松原大輔、山﨑夏美
- 製作 - テレビ東京、The Pokémon Company、ShoPro

### 過去のスタッフ
- デザイン - 岩井愛
- 美術制作 - 水落沙羅、髙山彩佳
- 音効 - 赤座聡子
- 編集 - 清水稜矢、加納敏行、田畑枝里子、小宮山望実、皆吉秀実
- 技術協力 - イカロス
- Live2Dモーション協力 - Live2D Creative Studio（2024年11月 - 2025年3月）
- 事業管理 - 合田知弘（テレビ東京、2024年5月 - 2025年3月）
- 番組宣伝 - 大江繭子（テレビ東京）
- 制作AP - 小寺梓（2023年5月7日 - 12月頃、以前は2022年10月頃 - 2023年4月頃まで制作アシスタント）、瀬田真弓（2024年1月7日 - 2025年4月頃、以前は2023年11月 - 12月頃までAP）
- 制作スタッフ - 高本理央、佐々木渓、志水日向、松島朋香、田中美緒、原口圭、安江愛也音、切木裕大、阿久津将英
- 制作プロデューサー - 武石政人、竹内詩織、川上修、藤田由美（川上・藤田→共に2023年12月 - 2024年11月）
- ディレクター - 小松隼人、須々田朋美、田中文香（須々田→以前は制作スタッフ）
- 演出 - 岡部時子
- AP - 亀田まな、福田浩平・松尾信秀（共にテレビ東京、松尾→2024年5月 - 12月頃、以前は2023年8月 - 2024年4月まで事業管理）、中丸友里恵

## エピソードリスト
| 話数 | サブタイトル                                                    | ゲスト出演者 | 初放送日      |
| ---- | --------------------------------------------------------------- | --- | ------------- |
| 1    | Snow Man深澤＆ピカチュウ！夢の共演★                             | 深澤辰哉 （ Snow Man ） 中岡創一 （ ロッチ ） 東京ホテイソン 金子しんぺい | 2022年 4月3日 |
| 2    | Snow Manと遊ぶポケモンゲーム!!                                  | 深澤辰哉（Snow Man） 中岡創一（ロッチ） お見送り芸人しんいち できたくん | 4月10日       |
| 3    | 大人気女性アイドルが ポケモンしりとり♪                          | 金村美玖 （ 日向坂46 ） 斉藤慎二 （ ジャングルポケット ） 永野 深井絆那 | 4月17日       |
| 4    | ポケモンメザスタに挑戦！ ジャンポケ斉藤とすごいとっくん!!       | 斉藤慎二（ジャングルポケット） ティモンディ | 4月24日       |
| 5    | ポケモンメザスタ！超SPタグお披露目                              | 斉藤慎二（ジャングルポケット） SAKURAI Ryo | 5月1日        |
| 6    | 人気絶頂！ JO1とミルクボーイが、スゴワザ披露！                  | 白岩瑠姫 （ JO1 ） ミルクボーイ JP Ko-suke | 5月8日        |
| 7    | JO1大平VS暴走ウインディ！                                       | 大平祥生 （JO1） 都築拓紀 （ 四千頭身 ） | 5月15日       |
| 8    | 大好評！ ティモンディとポケモンストラックアウト！               | ティモンディ SO-SO 怪奇！YesどんぐりRPG | 5月22日       |
| 9    | 大人気！ ポケモン化石博物館でクイズに挑戦！                     | - | 5月29日       |
| 10   | 新コーナー！ポケモンものまね!!                                  | 稲田直樹 （ アインシュタイン ） 村山輝星 JJ ぱーてぃーちゃん | 6月5日        |
| 11   | 靴下を秒で重ね履け！選手権!!!                                   | 稲田直樹（アインシュタイン） 村山輝星 アイロンヘッド | 6月12日       |
| 12   | 大人気のポケカがポケモンGOとコラボ記念!!                        | 大村朋宏 （ トータルテンボス ） 大村晴空 大村陽彩 | 6月19日       |
| 13   | エイトブリッジ別府ちゃんの ポケもぐチャレンジ！                 | エイトブリッジ ゆーだま | 6月26日       |
| 14   | 国語力が身につく!? 東京ホテイソンのポケモン漫才♪                | 東京ホテイソン できたくん | 7月3日        |
| 15   | Snow Man深澤とキミにきめたゲーム!!                              | 深澤辰哉（Snow Man） 都築拓紀（四千頭身） アタック西本（ ジェラードン ）、かみちぃ（ジェラードン） 大野愛地 | 7月10日       |
| 16   | ポケカでガチバトル！ Snow Man深澤VSあばれる君！                 | 深澤辰哉（Snow Man） 都築拓紀（四千頭身） | 7月17日       |
| 17   | 蛙亭イワクラとドキドキ★☆ ポケモンユナイト新イベント！           | 蛙亭 | 7月24日       |
| 18   | 夏の自由研究！ アルセウスの世界を科学で再現!!                   | かなで（ 3時のヒロイン ） 海老谷浩 | 7月31日       |
| 19   | 夏休み特集！ベロバー松丸の謎解きSP!! ピカチュウ大量発生も！     | サンシャイン池崎 | 8月7日        |
| 20   | ベロバー松丸の謎解き第二弾★☆ ゲーム情報も！                     | サンシャイン池崎 | 8月14日       |
| 21   | ポケモン好き武藤小麟が行く応援旅!! 謎解き第三弾も！             | 武藤小麟（ AKB48 ） サンシャイン池崎 | 8月21日       |
| 22   | サトシの相棒！ゴウ役 山下大輝が登場!! ゴウが料理!?SP謎解きも！  | 山下大輝 サンシャイン池崎 | 8月28日       |
| 23   | 白熱のアルカナに大奮闘っ！ビューティー対決!!                    | 細田佳央太 かなで（3時のヒロイン） 池田直人（ レインボー ） | 9月4日        |
| 24   | ユナイトにミュウが登場！新野生ポケモンにも注目!!                | 荒川（ エルフ ） 池田直人（レインボー） | 9月11日       |
| 25   | 熱戦!!マスターズトーナメントポケどこバトル！                    | 福田麻貴（3時のヒロイン） かなで（3時のヒロイン） 小野大輔 | 9月18日       |
| 26   | 芸人COWCOWのポケモンあるある♪スゴ技SP                           | COWCOW 加藤万里奈 CHITAA | 9月25日       |
| 27   | Snow Manから教わる お料理レシピ♪ ポケもぐ！                     | 宮舘涼太 （Snow Man） 武藤小麟（AKB48） | 10月2日       |
| 28   | Snow Man宮舘＆はじめしゃちょーがゲーム最新作を盛り上げる！      | 宮舘涼太（Snow Man） はじめしゃちょー | 10月9日       |
| 29   | テレビ初公開★☆ゲーム最新作映像を徹底解説!!                      | 武藤小麟（AKB48） | 10月16日      |
| 30   | Snow Manとお絵描き！ 最新ポケカ＆ゲーム情報も！                 | 深澤辰哉（Snow Man） | 10月23日      |
| 31   | Snow Man深澤と！ サトシ役をかけた熱血腹筋バトル!!               | 深澤辰哉（Snow Man） サンシャイン池崎 松本梨香 | 10月30日      |
| 32   | 水泳五輪メダリストとポケどこチャレンジ旅!!                      | 坂井聖人 | 11月6日       |
| 33   | TikTokクリエイター景井ひなと!! ゲーム登場直前SP！               | 景井ひな はじめしゃちょー レインボー | 11月13日      |
| 34   | ホヤホヤ新ゲームを超詳しく！細田佳央太                          | はじめしゃちょー 福田麻貴（3時のヒロイン） 細田佳央太 | 11月20日      |
| 35   | 蛙亭と！ アニポケ最新映像をかけたミュウ探索ゲーム！             | はじめしゃちょー 蛙亭 山下大輝 | 11月27日      |
| 36   | ジャニーズポケカ部部長！キスマイ宮田が初登場！                  | 宮田俊哉 （ Kis-My-Ft2 ） ときちゃん、はーちゃん、たっくん | 12月4日       |
| 37   | 初披露★☆サトシ＆ゴウのSPライブ!!                                | 宮田俊哉（Kis-My-Ft2） 松本梨香 山下大輝 | 12月11日      |
| 38   | ポケスマスパーティー★☆ キスマイ宮田とテラスタルゲーム！         | 宮田俊哉（Kis-My-Ft2） 齊藤なぎさ （ =LOVE ） 都築拓紀（四千頭身） | 12月18日      |
| 39   | アニポケ最新情報＆新企画「課外授業」！                          | 宮田俊哉（Kis-My-Ft2） | 12月25日      |
| 40   | 大注目！INI松田迅“ポケモンマスター”への道！                     | 松田迅 （ INI ） レインボー | 2023年 1月8日 |
| 41   | 初公開★☆ポケモン1000種類突破記念映像!!                          | 松田迅（INI） 景井ひな | 1月15日       |
| 42   | ポケモンSVの遊び方！4人同時プレイでサークル活動!!               | 松田迅（INI） 景井ひな | 1月22日       |
| 43   | キスマイ宮田俊哉とポケカ授業！                                  | 宮田俊哉（Kis-My-Ft2） かなで（3時のヒロイン） エルフ | 1月29日       |
| 44   | 東京ホテイソンから回文！いーや怪文！2対2のマルチバトル！        | 東京ホテイソン | 2月5日        |
| 45   | AKB48とレインボー！以心伝心ゲーム！                             | 武藤小麟（AKB48） レインボー | 2月12日       |
| 46   | キスマイ宮田VS髙橋ひかる！ポケモンカード対決！                  | 宮田俊哉（Kis-My-Ft2） かなで（3時のヒロイン） | 2月19日       |
| 47   | GENERATIONS小森隼と！ポケどこ課外授業！                         | 小森隼 （ GENERATIONS ） かなで（3時のヒロイン） | 2月26日       |
| 48   | 大人気！ あのちゃんがルカリオゲームで大暴れ★☆                   | あの 都築拓紀（四千頭身） | 3月5日        |
| 49   | 『ポケモンSV』バトルに、オリーブころがし！ ポケカ情報も！       | 小森隼（GENERATIONS） かなで（3時のヒロイン） | 3月12日       |
| 50   | テレビ初歌唱！松本梨香めざポケ！ サトシ王決定戦★☆               | 松本梨香 深澤辰哉（Snow Man） フワちゃん 中野周平（蛙亭） | 3月19日       |
| 51   | JPと一緒に飛行場見学ツアー!!                                    | JP | 3月26日       |
| 52   | GENERATIONSが最新デッキでポケカバトル！                         | 小森隼（GENERATIONS） | 4月2日        |
| 53   | 超スペシャルなポケだち！小泉孝太郎が初登場!!                    | 小泉孝太郎 レインボー かなで（3時のヒロイン） | 4月9日        |
| 54   | 大御所俳優！大和田伸也と初めてのカチこみ!!                      | 大和田伸也 本田望結 | 4月16日       |
| 55   | リアルポケモンSV!?ジェントルさんを探せ！                        | サンシャイン池崎 怪奇！YesどんぐりRPG | 4月23日       |
| 56   | 世界レベルの強者とガチバトル！保存版!!                          | 小森隼（GENERATIONS） | 4月30日       |
| 57   | 祝！しょこたん初登場！ギザウレシス♪♪                            | 中川翔子 中野周平（蛙亭） | 5月7日        |
| 58   | ナッペ山で雪山すべり対決!! ポケモンSV！                         | 中川翔子 サンシャイン池崎 怪奇！YesどんぐりRPG | 5月14日       |
| 59   | 『ポケモン×工芸展』in金沢                                       | 藤原さくら | 5月21日       |
| 60   | М-1ファイナリスト『モグライダー』が初登場!!                     | モグライダー 藤原さくら | 5月28日       |
| 61   | 初登場！藤田ニコルがSVバトル！ポケもぐも♪                       | 藤田ニコル 藤原さくら | 6月4日        |
| 62   | 大人気！リコロイゲーム★☆ GENERATIONS小森隼と レインボーが参戦！ | 小森隼（GENERATIONS） レインボー | 6月11日       |
| 63   | 新登場『ポケカ151』ティモンディと探索ゲーム★☆                   | ティモンディ | 6月18日       |
| 64   | 潜入！ピカチュウジェット大公開★☆ エルフと ずかんかるた！        | エルフ 藤原さくら | 6月25日       |
| 65   | M-1王者『錦鯉』と！ノリノリまさのりダンス♪                      | 錦鯉 | 7月2日        |
| 66   | 本郷奏多と！乃木坂と！ポケカバトル①                             | 本郷奏多 伊藤理々杏 （ 乃木坂46 ） サンシャイン池崎 | 7月9日        |
| 67   | 本郷奏多と！乃木坂と！ポケカバトル②                             | 本郷奏多 伊藤理々杏（乃木坂46） サンシャイン池崎 エルフ | 7月16日       |
| 68   | 本郷奏多と！乃木坂と！ポケカバトル③                             | 本郷奏多 伊藤理々杏（乃木坂46） サンシャイン池崎 | 7月23日       |
| 69   | 『Mrs. GREEN APPLE』が登場！！                                  | 大森元貴 （ Mrs. GREEN APPLE ） 若井滉斗（Mrs. GREEN APPLE） 藤澤涼架（Mrs. GREEN APPLE） | 7月30日       |
| 70   | なぞとき by ベロバー松丸＆AKB48武藤ダブルバトル！               | 武藤小麟（AKB48） 武藤十夢 レインボー | 8月6日        |
| 71   | ベロバー松丸のなぞとき②！ 熱戦ユナイトバトル★☆                  | 村上佳菜子 | 8月13日       |
| 72   | asmiスペシャルライブ!!ドキメキしちゃお♪                         | asmi | 8月20日       |
| 73   | 強豪・吹奏楽部で『ポケモンSV』サプライズ演奏！                  | かなで（3時のヒロイン） | 8月27日       |
| 74   | 史上初！ポケモンねぶた参上!!                                    | - | 9月3日        |
| 75   | Snow Manと！ ポケモン夏祭りパークで思い出づくり!!               | 深澤辰哉（Snow Man） 武藤小麟（AKB48） | 9月10日       |
| 76   | 大注目！ゼロの秘宝“オモテ祭り”フェス!!                          | 3時のヒロイン（福田麻貴 かなで） | 9月17日       |
| 77   | 錦鯉のポケモンものまねでスタート!!                              | 錦鯉 | 9月24日       |
| 78   | ポケどこin大阪①★☆ポケセン課外授業！                             | - | 10月1日       |
| 79   | ポケどこin大阪★☆USJ                                             | - | 10月8日       |
| 80   | 『ゼロの秘宝』リアル鬼退治フェス！                              | 細田佳央太 稲田直樹（アインシュタイン） 中野周平（蛙亭） | 10月15日      |
| 81   | 錦鯉と 六英雄を探せ！アニポケ最新映像!!                         | 錦鯉 | 10月22日      |
| 82   | 『ポケモンSV』課外授業！夢のサンドウィッチづくり!!              | かなで（3時のヒロイン） | 10月29日      |
| 83   | あばれる君in沖縄！ポケセン課外授業!!                            | - | 11月5日       |
| 84   | 西野七瀬が初登場！ポケモン愛クイズ!!                            | 西野七瀬 怪奇！YesどんぐりRPG | 11月12日      |
| 85   | 『ポケモンSV』バトル最強決定戦①!!                               | 藤田ニコル ZAZY 中野周平（蛙亭） | 11月19日      |
| 86   | 西野七瀬＆バトル最強決定戦②!!                                   | 西野七瀬 藤田ニコル ZAZY 中野周平（蛙亭） | 11月26日      |
| 87   | 『SVバトル』決勝！＆最新ポケカ                                  | 藤田ニコル ZAZY 中野周平（蛙亭） JP 栗原類 | 12月3日       |
| 88   | 3時のヒロインと！ポケスマスパーティー★☆                         | 3時のヒロイン | 12月10日      |
| 89   | 松本人志のポケモン!!JP                                          | JP 3時のヒロイン | 12月17日      |
| 90   | 見て・触れて・味わって金沢の旅！                                | - | 12月24日      |
| 91   | yama×ぼっちぼろまる『ハロ』歌唱!!お正月SP                       | yama ぼっちぼろまる 菅田愛貴 （ 超ときめき♡宣伝部 ） ZAZY | 2024年 1月7日 |
| 92   | 人気急上昇中！&TEAMが初登場!!                                   | &TEAM ZAZY | 1月14日       |
| 93   | 北海道へ！松丸＆あばれる君の課外授業!!                          | - | 1月21日       |
| 94   | &TEAMがワッカネズミに！ なかよし手繋ぎリレー!!                  | &TEAM（EJ FUMA HARUA TAKI） サンシャイン池崎 | 1月28日       |
| 95   | カヌチャン風!? エルフとバレンタインチョコづくり♪                | エルフ | 2月4日        |
| 96   | 「日向坂VSぱーてぃーちゃん」 ニャオハ愛No.1対決！               | 日向坂46（ 山口陽世 平尾帆夏 宮地すみれ） ぱーてぃーちゃん | 2月11日       |
| 97   | 栗原類がダブルバトルに挑戦!!                                    | JP 栗原類 細田佳央太 ぱーてぃーちゃん | 2月18日       |
| 98   | 東京・池袋！ポケモンセンターメガトウキョーへ                    | レインボー | 2月25日       |
| 99   | 俳優・大和田伸也がポケどこバトルデビュー!!                      | 大和田伸也 エルフ | 3月3日        |
| 100  | 黒いレックウザ現るっ!?驚きの大実験！                            | レインボー | 3月10日       |
| 101  | 全国のポケだち大集合！錦鯉と ひみつきちへ！                     | 錦鯉 | 3月17日       |
| 102  | 『錦鯉VS東京ホテイソン』М-1級の白熱バトル！                     | 錦鯉 東京ホテイソン | 3月24日       |
| 103  | 3時のヒロイン！ティモンディと！ やればできる対決!!              | ティモンディ 3時のヒロイン（かなで ゆめっち） | 3月31日       |
| 104  | 新ポケだち「ウエンツ瑛士」が初登場!!                            | ウエンツ瑛士 サンシャイン池崎 | 4月7日        |
| 105  | ウエンツ瑛士と クワッスなりきりダンス!!                         | ウエンツ瑛士 サンシャイン池崎 | 4月14日       |
| 106  | 大ブレイク中！ ポケモン好き芸人「ヤーレンズ」が初登場!!         | ヤーレンズ 本田望結 | 4月21日       |
| 107  | あばれる君の故郷『福島県』で1日ラッキー★☆                       | - | 4月28日       |
| 108  | EXILE B HAPPYとポケカでダンス勝負！！                           | EXILE B HAPPY（ EXILE TETSUYA 小森隼 木村慧人 ） 影山優佳 | 5月5日        |
| 109  | クワッス＆ぱーてぃーちゃんと！レッツダンス★☆                    | ぱーてぃーちゃん ゆら猫 | 5月12日       |
| 110  | 大和田伸也登場！！世代を超えたポケモンバトル！                  | 大和田伸也 | 5月19日       |
| 111  | FRUITS ZIPPER初登場！ポケどこバトル部！！                       | FRUITS ZIPPER （ 月足天音 真中まな 早瀬ノエル ） ぱーてぃーちゃん | 5月26日       |
| 112  | リコ・ロイ声優がついに登場！！生アフレコも！                    | 鈴木みのり 寺崎裕香 3時のヒロイン（福田麻貴・ゆめっち） | 6月2日        |
| 113  | ＆ＴＥＡＭ登場！ポケカ新拡張パック登場記念！！                  | &TEAM（EJ FUMA TAKI） オードリー （ 春日俊彰 ） | 6月9日        |
| 114  | ＆ＴＥＡＭ・デカスチャン！？と、デカハンマーゲーム！！          | &TEAM（EJ FUMA TAKI） オードリー （ 春日俊彰 ） | 6月16日       |
| 115  | あばれる君と日本一の決定戦！！                                  | 怪奇！YesどんぐりRPG | 6月23日       |
| 116  | 今日スグ使いたい！バトル講座！！                                | 日向坂46（山口陽世 髙橋未来虹 ） ZAZY 中野周平（蛙亭） | 6月30日       |
| 117  | どこよりも早い！ポケモンフレンダ特集！！                        | DXTEEN （平本健 谷口太一） ティモンディ | 7月7日        |
| 118  | ミセスと作るポケもぐ！アニポケクイズも！！                      | 藤澤涼架（Mrs. GREEN APPLE） ヤーレンズ | 7月14日       |
| 119  | どこよりも早い！ポケモンフレンダ特集！！                        | 藤澤涼架（Mrs. GREEN APPLE） 中岡創一（ロッチ） 菅田愛貴（超ときめき♡宣伝部） | 7月21日       |
| 120  | 人気芸人が集結！ＳＶ最強決定戦！！                              | おかずクラブ アキト （怪奇！YesどんぐりRPG） 東京ホテイソン 池田直人（レインボー） FRUITS ZIPPER（早瀬ノエル） ぱーてぃーちゃん（金子きょんちぃ） 中野周平（蛙亭） 武藤小麟（AKB48） DXTEEN（平本健・谷口太一） 中岡創一（ロッチ） | 7月28日       |
| 121  | 東京スカイツリーがアニポケ一色！！激アツコラボ特集！            | 徳永ゆうき かなで（3時のヒロイン） おかずクラブ アキト（怪奇！YesどんぐりRPG） 東京ホテイソン 池田直人（レインボー） FRUITS ZIPPER（早瀬ノエル） ぱーてぃーちゃん（金子きょんちぃ） 中野周平（蛙亭） 武藤小麟（AKB48）             | 8月4日        |
| 122  | 謎解き２０２４＆ポケっす祭りin愛知★☆                            | 怪奇！YesどんぐりRPG 影山優佳 寺崎裕香 | 8月11日       |
| 123  | 志摩スペイン村で！わくわくポケモンフォトツアー！！              | 武藤小麟（AKB48） かなで（3時のヒロイン） 怪奇！YesどんぐりRPG 影山優佳 寺崎裕香 | 8月18日       |
| 124  | バトル部！青か緑か強ぇのはどっちだ！                            | おかずクラブ 東京ホテイソン 池田直人（レインボー） FRUITS ZIPPER（早瀬ノエル） ぱーてぃーちゃん（金子きょんちぃ） 武藤小麟（AKB48） かなで（3時のヒロイン） 怪奇！YesどんぐりRPG 影山優佳 寺崎裕香                                 | 8月25日       |
| 125  | 乃木坂46が原宿でポケモンクレープ♪本郷奏多のポケカ特訓！         | 乃木坂46（伊藤理々杏 冨里奈央） かなで（3時のヒロイン） 本郷奏多 オードリー（春日俊彰） | 9月1日        |
| 126  | バトル部・最終決戦！イキリン校最強の男がマジバトル！            | 小森隼（GENERATIONS） オードリー （春日俊彰） おかずクラブ 怪奇！YesどんぐりRPG 東京ホテイソン 池田直人（レインボー） FRUITS ZIPPER（早瀬ノエル） ぱーてぃーちゃん（金子きょんちぃ） 武藤小麟（AKB48）                             | 9月8日        |
| 127  | 大和田伸也の！クラベル校長をみクラベル？クイズ！！              | 大和田伸也 3時のヒロイン | 9月15日       |
| 128  | 錦鯉、リコとロイをもっと“シリ”た～い！！                        | 錦鯉 サンシャイン池崎 | 9月22日       |
| 129  | ようこそバトル部へ！伸ちゃんのお絵描き練習！                    | 大和田伸也 サンシャイン池崎 | 9月29日       |
| 130  | リコがロイがドットが！アニポケ声優勢揃い！！                    | 鈴木みのり 寺崎裕香 青山吉能 レインボー | 10月6日       |
| 131  | ようこそバトル部へ！伸ちゃんのお絵描き練習！                    | 西村瑞樹（ バイきんぐ ） 安藤なつ （ メイプル超合金 ） 阿部顕嵐 JP ぱーてぃーちゃん | 10月13日      |
| 132  | ポケトゥース！オードリー春日の可愛すぎる弟子登場！！            | オードリー （春日俊彰） 永尾柚乃 | 10月20日      |
| 133  | ＰＷＣＳ世界２位のポケだちと夢の対決！！                        | JP ぱーてぃーちゃん 西村瑞樹（バイきんぐ） 安藤なつ（メイプル超合金） | 10月27日      |
| 134  | 櫻坂46＆ピカチュウと！新エンディング“ピッカーン”★☆              | 櫻坂46 （ 松田里奈 森田ひかる ） 福山絢水 JP | 11月3日       |
| 135  | 芸人最強クラスの強者が登場！！ポケどこバトル部！                | そいつどいつ JP 中野周平（蛙亭） | 11月10日      |
| 136  | ポケモン１年生！ハナコが登場！！                                | ハナコ | 11月17日      |
| 137  | ＳＫＥが！あの大注目声優が！地元・愛知で宝探し！！              | 鈴木みのり 浅井裕華、 菅原茉椰 （ SKE48 ） 小森隼（GENERATIONS） 井戸田潤 大和田伸也 影山優佳 レインボー 番家天嵩 白山乃愛 | 11月24日      |
| 138  | ハンバーグ師匠ＶＳポケどこボルテッカーズ！！                    | 鈴木みのり 浅井裕華、 菅原茉椰 （ SKE48 ） 小森隼（GENERATIONS） 井戸田潤 大和田伸也 影山優佳 レインボー 番家天嵩 白山乃愛 | 12月1日       |
| 139  | クリスマススペシャル★☆赤緑限定ＳＶバトル！ポケもぐ！            | ロングコートダディ &TEAM（EJ TAKI） 影山優佳 | 12月8日       |
| 140  | オードリー春日とゆきがっせん！！ポケモンユナイト                | オードリー （春日俊彰） JP | 12月15日      |
| 141  | 集え！ポケどこボルテッカーズｉｎ瀬戸内                          | ハナコ 村重杏奈 大和田伸也 | 12月22日      |
| 142  | ノンスタ井上がオモダカになって登場！おかずクラブも！            | 井上裕介 （ NON STYLE ） おかずクラブ サンシャイン池崎 | 2025年 1月5日 |
| 143  | 大阪やで！ＣＯＷＣＯＷ対ポケどこボルテッカーズ！！              | COWCOW NMB48 （隅野和奏 三鴨くるみ） | 1月12日       |
| 144  | 土佐兄弟がカチコミ！ポケモンSV色縛りバトル！！                  | 土佐兄弟 SWEET STEADY （ 音井結衣 山内咲奈） JP | 1月19日       |
| 145  | とき宣♡最上級にかわいい！フレンダチャレンジ！！                 | 超ときめき♡宣伝部（ 辻野かなみ 吉川ひより ） ぱーてぃーちゃん | 1月26日       |
| 146  | ムキムキ庄司の男気！極寒の地でトム・ブラウンと対決！！          | トム・ブラウン 庄司智春 （ 品川庄司 ） | 2月2日        |
| 147  | マスターボール級の強者コンビ！ママタルト登場！！                | ママタルト 音井結衣（SWEET STEADY） | 2月9日        |
| 148  | ラクアを目指して！リコと進む？巨大すごろく！！                  | 鈴木みのり 日向坂46（山口陽世 平尾帆夏） 小森隼（GENERATIONS） JP | 2月16日       |
| 149  | 大注目！マリィとダイゴのポケカ特集！！                          | 齊藤なぎさ 蛙亭 小森隼（GENERATIONS） | 2月23日       |
| 150  | ポケモンデーで一体何が！？驚愕の最新情報！！                    | ZEROBASEONE JP | 3月2日        |
| 151  | なんて日だ！ニャイキング！？バイきんぐ！？                      | 寺崎裕香 西村瑞樹（バイきんぐ） JP | 3月9日        |
| 152  | 宝箱の中身がついに！あばジオと最終決戦！！                      | 東京ホテイソン 村重杏奈 小森隼（GENERATIONS） ママタルト 音井結衣（SWEET STEADY） | 3月16日       |
| 153  | はいてますよ！のギリギリ挑戦状！！バトル部                      | とにかく明るい安村 栗原類 ハナコ ラパルフェ サンシャイン池崎 JP ZAZY ぱーてぃーちゃん 東京ホテイソン 村重杏奈 小森隼（GENERATIONS）                                                                                                | 3月23日       |
| 154  | 空前絶後にとにかく明るいキマワリ学園開校！！                    | とにかく明るい安村 栗原類 ハナコ ラパルフェ サンシャイン池崎 JP ZAZY ぱーてぃーちゃん 東京ホテイソン 村重杏奈 小森隼（GENERATIONS）                                                                                                | 3月30日       |
| 155  | 初回！ポケモンメガ盛りトゥース！！                              | 春日俊彰（オードリー） 鈴木みのり 寺崎裕香 | 4月6日        |
| 156  | ポケポケをワイルドに！スギちゃん初登場！！                      | スギちゃん 大和田伸也 とにかく明るい安村 栗原類 サンシャイン池崎 ハナコ ラパルフェ JP ZAZY ぱーてぃーちゃん | 4月13日       |
| 157  | 人気絶頂のME:Iが初登場！！                                      | ME:I 春日俊彰（オードリー） | 4月20日       |
| 158  | お絵描きが上手くなる！？チャレンジお絵描き！                    | 音井結衣（SWEET STEADY） 中野周平（蛙亭） | 4月27日       |
| 159  | &TEAMと宮城県へ！はじめてのポケポケ旅！！                       | &TEAM（FUMA JO TAKI） | 5月4日        |
| 160  | 宇宙海賊ゴー☆ジャスと修学旅行！ｉｎ宮城県                       | ゴー☆ジャス FUMA（&TEAM） | 5月11日       |
| 161  | おかずクラブがマッギョに変身？！！ビリビリ対決！                | おかずクラブ &TEAM（FUMA JO TAKI） | 5月18日       |
| 162  | 夢を叶える出張バトル部ｉｎ宮城 スイステ音井とポケもぐ！SP       | 音井結衣（SWEET STEADY） 中野周平（蛙亭） | 5月25日       |
| 163  | かが屋がひかるに？SVバトル負けたら変顔！？                      | かが屋 番家天嵩 | 6月1日        |
| 164  | ミキティ探しならぬ、新ポケカ探し！？                            | 庄司智春（品川庄司） ゴー☆ジャス 音井結衣（SWEET STEADY） | 6月8日        |
| 165  | メタモンがピンクや緑にへんしん！？メタモン特集！！              | 池田直人（レインボー） 武藤小麟（AKB48） JP | 6月15日       |
| 166  | 狂暴化したママタルト、ZAZYを助ける？！ゲーム対決！！            | AYANE SHIZUKU（ME:I） ママタルト ZAZY | 6月22日       |
| 167  | オダウエダ、かが屋のオニ可愛いサンゴ軍団？襲来！！              | オダウエダ かが屋 ママタルト | 6月29日       |
| 168  | 松丸亮吾PJCS出場レポ－ト！JO1、ママタルト登場                   | JO1 （ 川尻蓮 木全翔也 大平祥生 ） ママタルト | 7月6日        |
| 169  | ぺこぱと広島を満喫！！大迫力！等身大ギャラドスがお出迎え！      | ぺこぱ | 7月13日       |
| 170  | ゆずがサプライズ登場！奇跡のセッション！                        | ゆず 春日俊彰（オードリー） ひまひま ぺこぱ | 7月20日       |
| 171  | 強豪・吹奏楽部で『ポケモンSV』サプライズ演奏！                  | JO1（川尻蓮 木全翔也 大平祥生） 春日俊彰（オードリー） | 7月27日       |

## 放送局
| 放送期間                                                                                                  | 放送時間                          | 放送局              | 対象地域                                                    | 備考     |
| --- | --------------------------------- | ------------------- | ----------------------------------------------------------- | -------- |
| 2022年4月3日 - 2025年3月30日 2025年4月6日 -                                                               | 日曜 8:00 - 8:30 日曜 7:30 - 8:30 | テレビ東京系列全6局 | 北海道・関東広域圏・愛知県・ 大阪府・岡山県・香川県・福岡県 | 字幕放送 |
| 2022年4月7日 -                                                                                            | 木曜 7:30 - 7:59                  | 奈良テレビ          | 奈良県                                                      |          |
| 2022年4月8日 -                                                                                            | 金曜 15:50 - 16:20                | 岩手めんこいテレビ  | 岩手県                                                      |          |
| 2022年4月9日 -                                                                                            | 土曜 6:30 - 7:00                  | 東日本放送          | 宮城県                                                      |          |
| | 土曜 7:00 - 7:30                  | 琉球朝日放送        | 沖縄県                                                      |          |
| 2022年4月10日 -                                                                                           | 日曜 5:20 - 5:50                  | 静岡朝日テレビ      | 静岡県                                                      |          |
| | 日曜 5:45 - 6:15                  | テレビ新潟          | 新潟県                                                      |          |
| |                                   | 広島テレビ          | 広島県                                                      |          |
| |                                   | 南海放送            | 愛媛県                                                      |          |
| | 日曜 5:50 - 6:20                  | 青森朝日放送        | 青森県                                                      | [ 5 ]    |
| | 日曜 6:30 - 7:00                  | 福島テレビ          | 福島県                                                      |          |
| |                                   | テレビ熊本          | 熊本県                                                      |          |
| | 日曜 9:00 - 9:30                  | 秋田テレビ          | 秋田県                                                      |          |
| ポケットモンスター関連の商品宣伝を優先するため、テレビ東京系列外局では7日以内での遅れネットとなっている。 |                                   |                     |                                                             |          |

## 関連番組
中川翔子は『ポケモン☆サンデー』「ポケサンカンパニー編」（2006年10月1日）から当番組（2023年5月14日）まで連続出演していたが、前番組までは顔出しだったのに対し、当番組では声優としての参加となっていたが、2023年5月7日・14日は顔出し出演。
| 関連番組              | 設定・コーナー           | ゲーム                                 | アニメ                         |
| --------------------- | ------------------------ | -------------------------------------- | ------------------------------ |
| 64マリオスタジアム    | ポケモンリーグ           | 赤・緑・青・ピカチュウ                 | ポケットモンスター（1997年版） |
| マリオスクール        | ポケモンリーグ           | 金・銀・クリスタル                     | ポケットモンスター（1997年版） |
| 週刊ポケモン放送局    | ポケモン放送局           | ルビー・サファイア・エメラルド（FRLG） | アドバンスジェネレーション     |
| ポケモン☆サンデー     | ポケモンリサーチ         | ルビー・サファイア・エメラルド（FRLG） | アドバンスジェネレーション     |
| ポケモン☆サンデー     | ポケサンカンパニー       | ダイヤモンド・パール・プラチナ（HGSS） | ダイヤモンド&パール            |
| ポケモンスマッシュ!   | ポケモンエンタープライズ | ブラック・ホワイト（BW2）              | ベストウイッシュ               |
| ポケモンスマッシュ!   | ポケモンエンタープライズ | ブラック・ホワイト（BW2）              | ベストウイッシュ シーズン2     |
| ポケモンゲット☆TV     | ポケモンゲット☆TV        | X・Y（ORAS）                           | XY                             |
| ポケモンの家あつまる? | ポケんち                 | X・Y（ORAS）                           | XY&Z                           |
| ポケモンの家あつまる? | ポケんち                 | サン・ムーン（USUM・LPLE）             | サン&ムーン                    |
| ポケモンの家あつまる? | ポケんち                 | ソード・シールド（BDSP・LA）           | ポケットモンスター（2019年版） |
| ポケモンとどこいく!?  | どこいこっカー           | スカーレット・バイオレット             | ポケットモンスター（2019年版） |
| ポケモンとどこいく!?  | どこいこっカー           | スカーレット・バイオレット             | めざせポケモンマスター         |
| ポケモンとどこいく!?  | どこいこっカー           | スカーレット・バイオレット             | ポケットモンスター（2023年版） |